# 南桑名町
南桑名町（みなみくわなまち）は、愛知県名古屋市中区にあった地名。現在の栄二丁目の一部に相当する。1丁目から5丁目が設定されていた。

## 地理
名古屋市中区中央部に位置していた。東で南長島町・横三ツ蔵町5丁目・白川町、西で南伏見町、南で日出町・城代町に接していた。ただし、町域の中間を白川町が分断していた。

## 歴史

### 地名の由来
桑名町筋の南に成立したことによるとみられる。

### 沿革
- 明治4年9月29日[1] - 桑名町筋広小路以南に南桑名町が成立[2]。
- 1878年（明治11年） - 名古屋区成立に伴い、同区南桑名町となる[2]。
- 1889年（明治22年） - 名古屋市成立に伴い、同市南桑名町となる[2]。
- 1908年（明治41年）4月1日 - 中区成立に伴い、同区南桑名町となる[1]。
- 1936年（昭和11年）1月1日 - 一部が広小路通に編入[1]。
- 1944年（昭和19年）2月11日 - 栄区成立に伴い、同区南桑名町となる[1]。
- 1945年（昭和20年）11月3日 - 栄区廃止に伴い、中区南桑名町となる[1]。
- 1963年（昭和38年）3月20日 - 2〜5丁目が白川町に編入[1]
- 1966年（昭和41年）3月30日 - 住居表示実施に伴い、栄二丁目に編入され、消滅[1]。